# Asaeli Ai Valu
Asaeli Ai Valu (Tongatapu, 7 maggio 1989) è un rugbista a 15 tongano, internazionale per il Giappone, che gioca nel ruolo di pilone nei Panasonic Wild Knights in Top League.

## Biografia
Nativo delle isole Tonga e figlio di Fakahau Valu, ex-capitano della nazionale tongana, Ai Valu frequentò le scuole superiori e l'università in Giappone. Nel 2013 entrò a far parte della rosa dei Panasonic Wild Knights, squadra con la quale, a partire dalla stagione 2013-2014, vinse tre edizioni consecutive della Top League, la massima divisione giapponese. Dal 2018 fa parte della franchigia giapponese dei Sunwolves che partecipa al Super Rugby.
Ai Valu fu convocato per la prima volta nel Giappone in occasione della sessione di test-match dell'autunno 2017. Successivamente giocò contro Inghilterra e Nuova Zelanda nel novembre 2018 e prese parte alla World Rugby Pacific Nations Cup 2019 vincendola. A fine agosto 2019, il commissario tecnico Jamie Joseph lo ha inserito tra i convocati del Giappone per la Coppa del Mondo di rugby 2019.

## Palmarès
- Top League: 5
Panasonic Wild Knights: 2013-14, 2014-15, 2015-16, 2021, 2022
- Pacific Nations Cup : 1
Giappone: 2019